# Таван (Швейцария)
Таван (фр. Tavannes) — коммуна в Швейцарии, в кантоне Берн. 
Входит в состав округа Мутье. Население составляет 3395 человек (на 31 декабря 2006 года). Официальный код — 0713.

## Ссылки

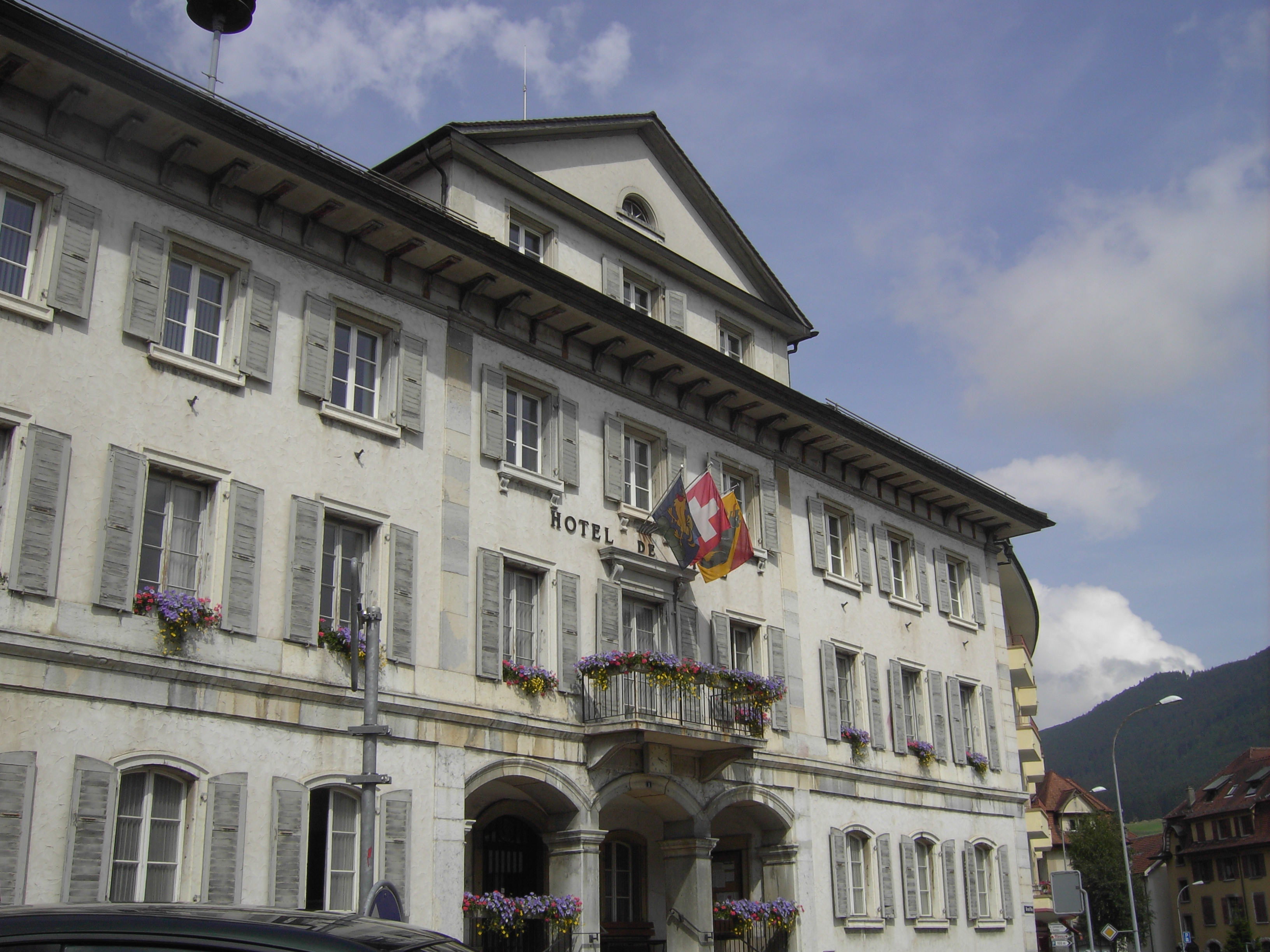
Hotel de Ville